# Balade (Hari Rončević)
Balade je deveti album hrvatskog pjevača Harija Rončevića koji sadrži 14 pjesama. Objavljen je 2003. godine.
Pjesma "Moj lipi anđele" je snimka dueta s oliverom Dragojevićem s Harijevog koncerta u HNK. "Kad srce pronađe put" je snimka s MHJ 2001., "Evo me gren" s MHJ 2002., "Moje si more" s Večeri Dalmatinske Šansone (Šibenik) iz 2002.

## Popis pjesama
1. "Moj lipi anđele" (duet s Oliverom, uživo)
2. "Kada jednom ovom zafalim se tilu"
3. "Još tvog je poljupca na mojim usnama"
4. "Napuštam"
5. "Još ne znam kud s tobom"
6. "Moje si more"
7. "Više ne želim te"
8. "Evo me gren"
9. "Japan - New York"
10. "Kome ćeš sad"
11. "Dok si uz mene"
12. "Ljubav boli"
13. "Kad srce pronađe put"
14. "Zauvik odlazim"